# Rozonda Thomas
Rozonda Ocielian Thomas (Columbus, Georgia; 27 de febrero de 1971), más conocida por su nombre artístico Chilli, es una cantautora, bailarina, actriz, personalidad de televisión y modelo estadounidense que saltó a la fama a principios de la década de 1990 como miembro del grupo TLC, uno de los grupos de chicas más vendidos de finales del siglo xx.
Thomas se graduó de la escuela secundaria Benjamin Elijah Mays en 1989. Su padre, Abdul Ali, es de ascendencia africana y bengalí, y su madre, Ava Thomas, es afroamericana. Thomas, quien había sido criada por su madre, más tarde permitió que el programa de entrevistas de televisión Sally Jessy Raphael transmitiera imágenes de su encuentro con su padre por primera vez en 1996, cuando tenía 25 años.
Cuando era niña, su bisabuela, a quien llamaba Big Mama, la llevó a la Iglesia Adventista del Séptimo Día.

## Carrera musical
Thomas fue primero bailarina de Damian Dame. En 1991, se unió a TLC, reemplazando a la miembro fundadora Crystal Jones, y Lisa Lopes la apodó "Chilli" para que el grupo pudiera conservar el nombre de TLC. El grupo vendió más de 65 millones de discos en todo el mundo y se convirtió en el grupo de chicas estadounidenses más vendido de todos los tiempos; solo las Spice Girls han vendido más. Chilli ha ganado cuatro premios Grammy por su trabajo con TLC.
Desde la muerte de la miembro del grupo Lisa "Left Eye" Lopes en abril de 2002, Thomas y Tionne "T-Boz" Watkins han actuado ocasionalmente como dúo. En 2009, Thomas y Watkins realizaron una serie de conciertos en Asia.
A finales de 2011, VH1 anunció planes para producir una película biográfica de TLC que se emitiría en 2013. Thomas y Watkins se sumaron como productoras. La actriz y cantante Keke Palmer interpretó a Thomas en CrazySexyCool: The TLC Story.
En 2019, Thomas perdió la voz y los médicos le ordenaron que no cantara. TLC luego tuvo que cancelar su presentación para la Feria Estatal de California y la Feria Estatal de Stanislaus.
Thomas comenzó a trabajar en su álbum en solitario en 2000 después de completar la promoción del tercer álbum de TLC, FanMail (1999). Dejó de producir cuando comenzó a trabajar en el próximo álbum de TLC, 3D (2002). 
En 2006, circularon rumores de que había firmado un contrato de cuatro álbumes con el sello Kon Live Distribution del cantante y rapero Akon. Más tarde negó estos informes y confirmó que estaba recibiendo ofertas de otros sellos discográficos. Se confirmó que el nombre del álbum se titularía Bi-Polar, pero debido a conflictos de programación y retrasos constantes, el álbum fue archivado. Algunas pistas que estaban destinadas al álbum se filtraron entre 2006 y 2008. Una pista titulada "Gameproof", que presentaba a su compañero de banda TLC T-Boz, se filtró en la primavera de 2006. El 16 de febrero de 2007, "Straight Jack", una pista con Missy Elliott y producida por Polow da Don también se filtró. La pista entró en el Deutsche Black Chart en el puesto 35. A principios de abril de 2008, se lanzó el primer sencillo oficial en solitario de Thomas, "Dumb, Dumb, Dumb".
En 2012, Thomas apareció como la protagonista del video musical de Tyrese, cantante de R&B, para su sencillo "Nothing On You".
En enero de 2016, lanzó un nuevo sencillo en solitario, "Body", que sirvió para promover su nueva campaña de ejercicios físicos.

## Actuación
Thomas hizo apariciones especiales en programas de televisión como The Parkers, Single Ladies, That 70s Show, Living Single y Strong Medicine. En 1992, hizo un breve cameo en el video "Jump" de Kriss Kross. En 2000, apareció en las películas para televisión A Diva's Christmas Carol y Love Song (con su amiga Mónica), y en la película Snow Day. En 2001, coprotagonizó la película de acción Ticker, dirigida por Albert Pyun y House Party 3. También hizo un pequeño papel en la película Hav Plenty (1998). En 2011, Thomas hizo cameos durante la primera temporada de Single Ladies de VH1. Apareció de nuevo en la segunda temporada del programa interpretando su tema inédito, "Flirt", escrito por Tiyon "TC" Mack y producido por Soundz .
En 2005, Thomas y Watkins buscaron un nuevo miembro de TLC en la serie de telerrealidad RU The Girl. En junio de 2009, VH1 anunció la emisión de una serie de telerrealidad protagonizada por Thomas. La serie What Chilli Wants, que documenta la búsqueda de Thomas para encontrar el amor y manejar su vida con la ayuda de la experta en amor y relaciones Tionna Tee Smalls, se estrenó el 11 de abril de 2010. La segunda temporada de What Chilli Wants se estrenó el 2 de enero de 2011.
En 2013, Thomas se convirtió en un miembro del "Equipo de Guy" en la segunda temporada de Food Network 's Rachael vs. Guy: Celebrity Cook-Off. También apareció desnuda en una campaña publicitaria anti-circo de PETA. Thomas también apareció en el episodio 14 de WWE Countdown, donde habló sobre The Rock. Thomas fue juez de la serie de telerrealidad Fake Off de truTV, que se estrenó el 27 de octubre de 2014.
En 2016, se anunció que se había unido al elenco de la película Marshall, cuyo argumento gira sobre la vida de Thurgood Marshall; interpreta a Zora Neale Hurston.

## Discografía

### Singles destacados
- "Dumb Dumb Dumb" (2008)
- " Vamos a hacerlo " (Lisa Lopes con Missy Elliott y TLC) (2009)
- "Cuerpo" (2016)

### Álbumes de estudio con TLC
- Ooooooohhh ... En el consejo de TLC (1992)
- CrazySexyCool (1994)[19]
- FanMail (1999)[19]
- 3D (2002)
- TLC (2017)